# Municipio 3 Sheffields
Township 3, Sheffield es un municipio del condado de Moore, Carolina del Norte, Estados Unidos. Según el censo de 2020, tiene una población de 5185 habitantes.
Es una subdivisión exclusivamente geográfica, por cuanto el estado de Carolina del Norte no utiliza la herramienta de los townships como Gobiernos municipales.

## Geografía
Está ubicado en las coordenadas 35°27′39″N 79°40′00″O / 35.46083, -79.66667 (35.46085, -79.666671).